# Glaucopsyche grumi
Glaucopsyche grumi är en fjärilsart som beskrevs av Forster 1938. Glaucopsyche grumi ingår i släktet Glaucopsyche och familjen juvelvingar. Inga underarter finns listade i Catalogue of Life.